# Новохайский
Новохайский — посёлок в Богучанском районе Красноярского края России. Административный центр Новохайского сельсовета.

## История
Посёлок Новохайский был основан в 1972 году.

## География
Посёлок находится в северо-восточной части края, в верховьях реки Хая (приток реки Уда), на расстоянии приблизительно 68 километров (по прямой) к югу от села Богучаны, административного центра района. Абсолютная высота — 352 метра над уровнем моря.

## Население
| 2010 |
| ---- |
| 1069 |

Гендерный состав
По данным Всероссийской переписи населения 2010 года в гендерной структуре населения мужчины составляли 55,6 %, женщины — соответственно 44,4 %.
Национальный состав
Согласно результатам переписи 2002 года, в национальной структуре населения русские составляли 86 % из 998 чел.

## Инфраструктура
В посёлке функционируют средняя общеобразовательная школа, детский сад, центр общей врачебной практики (филиал Богучанской районной больницы), библиотека, сельский дом культуры и отделение Почты России.
Действует железнодорожная станция «Новохайская» (ветка Решоты—Карабула).

## Улицы
Уличная сеть посёлка состоит из 15 улиц и 1 переулка.